# Ignaz Reimann

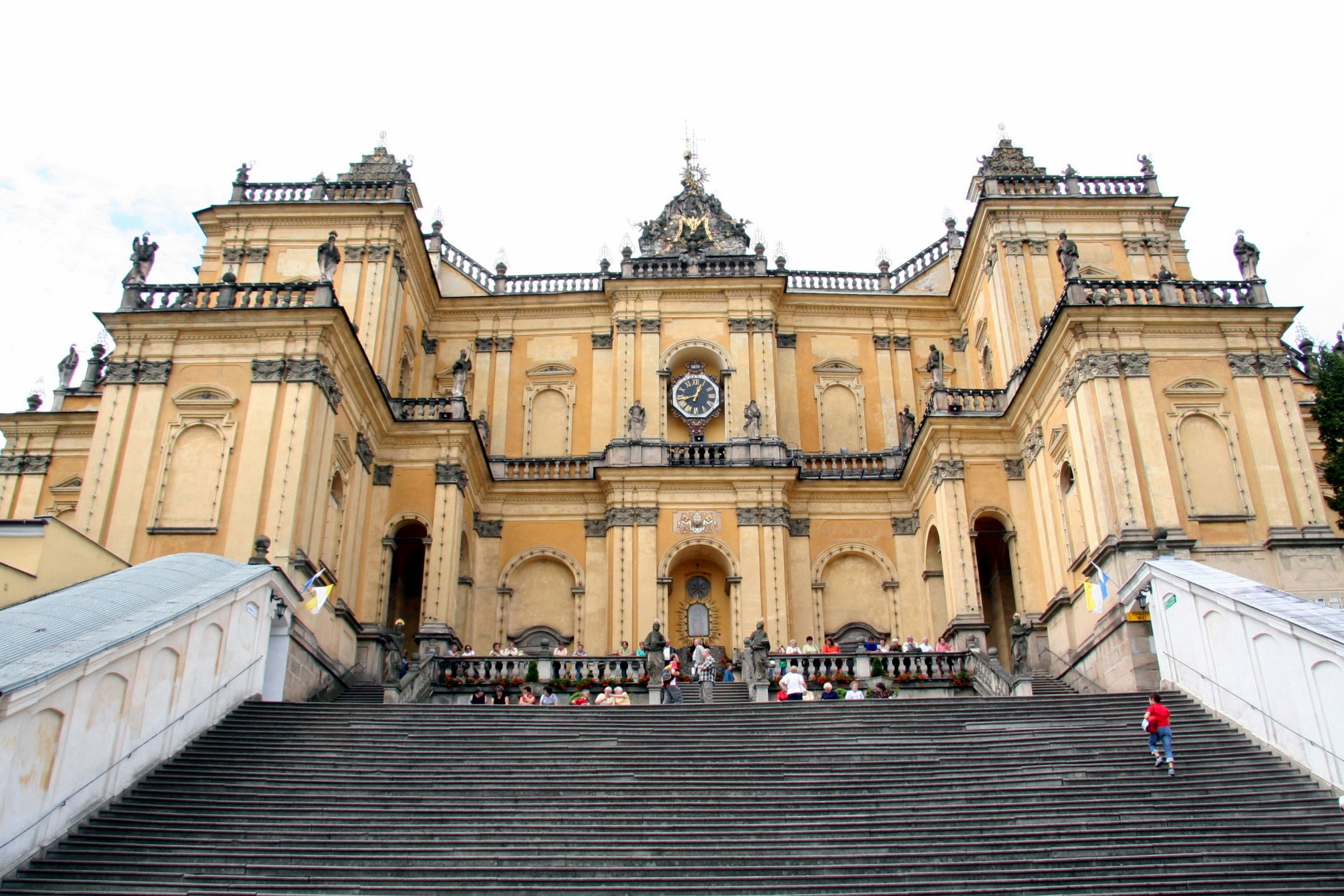
Santuari Marià a la ciutat d'Albendorf, on va néixer Henry Reimann

Ignaz Reimann (Albendorf, Silèsia prussiana (avui Polònia), 1820 - Rengersdorf, Silèsia prussiana (avui Polònia), 1885) fou un compositor alemany.
Era pare del compositor Henry Reimann (1850-1906). Fou professor i director de cors i deixà un gran nombre de composicions religioses, entre elles:
- 74 Misses
- 24 Rèquiems
- 4 Tedeums
- 37 Lletanies
- 4 Oratoris
- 83 Ofertoris
- 50 Graduals
- Rèquiem
- Epitalamis. etc.

I a més, diverses obres instrumentals.